# Michèle Flournoy
Michèle Angélique Flournoy (sinh ngày 14 tháng 12 năm 1960) là một cựu quan chức chính phủ người Mỹ, từng là Phó Trợ lý Bộ trưởng Quốc phòng về Chiến lược dưới thời Tổng thống Bill Clinton và Bộ trưởng Quốc phòng về Chính sách dưới thời Tổng thống Barack Obama, đồng thời là cố vấn chính của Bộ trưởng Quốc phòng Robert Gates và Leon Panetta từ tháng 2 năm 2009 đến tháng 2 năm 2012. Trong nhiệm kỳ của mình trong chính quyền Clinton, Flournoy là tác giả chính của Tạp chí Quốc phòng 4 năm 1997 (QDR) tháng 5 năm 1997, chủ trương sử dụng đơn phương sức mạnh quân sự để bảo vệ các lợi ích của Hoa Kỳ.
Khi phục vụ trong chính quyền Obama, Flournoy đã xây dựng chính sách chống nổi dậy của chính quyền ở Afghanistan  và giúp thuyết phục Tổng thống Obama can thiệp quân sự vào Libya. Khi Thượng viện chấp thuận đề cử bà vào ngày 9 tháng 2 năm 2009, lúc đó bà là người phụ nữ có chức vụ cao nhất tại Lầu Năm Góc trong lịch sử của bộ này.
Năm 2007, Flournoy đồng sáng lập Trung tâm An ninh Mới của Mỹ,
think tank vì lợi nhuận có trụ sở tại Washington, D.C. chuyên về các vấn đề an ninh quốc gia của Hoa Kỳ. Sau khi rời Nhà Trắng của Obama, Flournoy gia nhập Tập đoàn Tư vấn Boston với tư cách là cố vấn cấp cao, giám sát việc phát triển các hợp đồng quân sự trị giá 32 triệu USD. Năm 2018, bà tham gia hội đồng quản trị của Booz Allen Hamilton, một công ty tư vấn giao dịch công khai với các hợp đồng quân sự và chuyên môn về an ninh mạng. Hiện tại bà là đồng sáng lập và đối tác quản lý của WestExec Advisors, 
và là Nghiên cứu sinh cao cấp tại Harvard của Trung tâm Khoa học và Các vấn đề Quốc tế Belfer.